# Motti Daniel
Mordechai Daniel, detto Motti (in ebraico מוטי דניאל‎?; Holon, 24 luglio 1963), è un ex cestista israeliano.
È il figlio di Moshe Daniel.

## Carriera
Con Israele ha disputato i Campionati mondiali del 1986 e cinque edizioni dei Campionati europei (1985, 1987, 1993, 1995, 1999).

## Palmarès
- Campionato israeliano: 8

Maccabi Tel Aviv: 1987-88, 1988-89, 1989-90, 1990-91, 1991-92, 1993-94, 1994-95, 1995-96
- Coppa di Israele: 5

Hapoel Gerusalemme: 1988-89, 1989-90, 1990-91, 1993-94, 1996-97